# Gēmusetto
Gēmusetto è una serie televisiva animata statunitense del 2019, creata, diretta e sceneggiata da Max Simonet.
La prima stagione, intitolata Gēmusetto Machu Picchu (stilizzato ゲ–ムセット Machu Picchu) segue le avventure di Makasu, un ragazzo sportivo che sfida costantemente gli dei di diverse religioni per cercare di rubare le loro reliquie, e il suo compagno di viaggio Back Pocket Dimension Flying Bear nella loro ricerca per ottenere i tesori degli dei Inca mentre vengono inseguiti da Bendy Rivers, un membro dell'Interpol incaricato di fermare Makasu.
Ispirata al podcast Dave & The Crossword Guys di Matt Harrigan, la serie, tra melodramma e flussi di coscienza, combina vari stili anime, utilizzando intenzionalmente animazioni piuttosto strane e amatoriali e cambiando costantemente la qualità nello stile di disegno. La serie è caratterizzata anche da umorismo surreale e dialoghi disconnessi o insensati, presentando talvolta segmenti nel corso dei vari episodi come introduzioni alternative, materiale educativo riguardante le diverse divinità Inca, flashback delle sfide passate che Makasu ha affrontato e pubblicità di giocattoli falsi che promuovono il programma.
La serie è stata rinnovata per una seconda stagione di 14 episodi, intitolata Gēmusetto: Death Beat(s), che viene trasmessa dal 7 novembre 2020 su Toonami.
La serie viene trasmessa negli Stati Uniti su Adult Swim dal 1º aprile 2019, in occasione della giornata del pesce d'aprile.

## Trama

### Gēmusetto Machu Picchu
Un ragazzo sportivo e ladro di relitti di nome Makasu viaggia per il mondo sconfiggendo pantheon religiosi con lo sport e rubando i loro artefatti misteriosi. Durante il viaggio, Makasu cerca di superare i suoi ricordi emotivi per sconfiggere gli dei dell'Inca a tennis.

### Gēmusetto: Death Beat(s)
Makasu e gli altri decidono di lavorare insieme per conoscere l'amicizia e salvare l'universo. Dopo essere stato incenerito dal dio del sole Inti, Makasu si unisce ad una donna fatta interamente di dita mentre lavorano per scoprire i danni che ha fatto. Per andare avanti con la sua missione, Makasu deve usare il suo anfibio da battaglia robotico musicale per resettare la morte mentre ogni religione cerca di giudicare la sua anima nelle vite successive.

## Episodi
| Stagione         | Episodi | Prima TV USA | Prima TV Italia |
| ---------------- | ------- | ------------ | --------------- |
| Prima stagione   | 6       | 2019         | inedita         |
| Seconda stagione | 14      | 2020         | inedita         |

## Personaggi

### Personaggi principali
- Makasu (stagione 1), doppiato da Max Simonet.
Il protagonista della serie. È un giovane ragazzo sportivo, nonché ladro di reliquie che decide di avventurarsi nel Machu Picchu per combattere gli Dei del Pantheon religioso. Nel suo viaggio, cerca di sconfiggerli cercando al coltempo di superare i suoi ricordi emotivi.
- Dio del Tennis (stagione 1), doppiato da Tynan Humphrey.
Accompagna Makasu nella sua avventura. Dopo essere stato evocato da quest'ultimo, lo consiglia che deve sconfiggere gli Dei Inca in partite di tennis, aiutandolo nel percorso.
- Back Pocket Dimension Flying Bear (stagione 1), doppiato da Emily Myers.
Come suggerisce il nome originale, è un piccolo orso alato che risiede nella tasca dei pantaloni di Makasu. È il suo servo fedele e aiuta il ragazzo nel corso della sua avventura.
- Dott. Legs (stagione 2), doppiato da Jazz Grey.
È una creatura composta interamente da dita, che si presenta a Makasu nell'aldilà. Dopo avergli rivelato che le sue gesta nel sconfiggere gli Dei con lo sport ha portato alla fusione degli aldilà, lo accompagna nella sua avventura nel tentativo di combattere gli Dei della musica e raggiungere il Centro di Tutta la Morte per sistemare le cose.
- Keith (stagione 2), doppiato da Paul Painter.
L'anfibio robot da battaglia musicale di Makasu con cui collabora nei suoi combattimenti. Viene controllato dal ragazzo tramite l'Emerald Blood Ring.

### Personaggi secondari
- Bendy Rivers (stagione 1), doppiato da Benjamin Rivera.
Un agente dell'Interpol che cerca di prendere Makasu durante il corso della sua avventura per poterlo arrestare, talvolta pianificando delle trappole. Dopo aver deciso di risparmiare il ragazzo, attraversa una rottura interna delle sue stesse motivazioni portandolo a riflettere sul suo passato; in particolare deve affrontare il divorzio da sua moglie, che lo lascia emotivamente distrutto.
- Sonia Rivers (stagione 1), doppiata da Angela Payne.
La moglie di Bendy. In seguito decide di divorziare da lui, lasciando in depressione.
- Chair Umpire (stagione 1), doppiata da Rebecca Shenfeld.
Un seggiolone antropomorfo che lavora come arbitro da tennis nei combattimenti tra Makasu e gli Dei. È in grado di convocare i campi da tennis per le partite e concede la fusione tra gli avversari e i corrispettivi aiutanti. In seguito rivela a Makasu che mentre sono a Inti, Inti "non c'è", affermando che non esiste alcun Pantheon Francese degli Dei o un "Dio del Tennis".
- Capitan Tytti (stagione 2), doppiata da Emily Whittemore. È una ragazza deformata con una mammella sulla testa. Il suo nome è un riferimento a Tuonen Tytti della mitologia finlandese.[5]
- Josie Ryuko (stagione 2), doppiato da Robby Rackleff.
- L'umano perfetto (stagione 2), doppiato da Chaz Aria.

### Dei
- Ekeko (stagione 1), doppiato da Javier Williams.
Il Dio dell'abbondanza e della prosperità. Ha il potere di evocare qualsiasi "dono".
- Mama Cocha (stagione 1), doppiato da Peter Karpick.
La Dea Inca del mare e della pesca, protetrice dei navigatori e dei pescatori. È la moglie di Viracocha. Dopo aver mostrato ostilità nei confronti di Makasu per aver mangiato un "Tricky Colon", utilizza delle palline d'acqua per cercare di sconfiggere il ragazzo a tennis.
- Urcuchillay (stagione 1), doppiato da Cameron Grant.
Un Dio lama che veglia sugli animali. Si lamenta con Makasu del trattamento che lui e il suo gruppo riservano nei confronti dei lama.
- Supay (stagione 1), doppiato da James Knuckles.
Il Dio della morte e re dell'Uku Pacha, oltre ad essere un demone. Con i suoi grandi occhi cerca di inondare Makasu di sensi di colpa sulle morti accidentali che ha causato quando era a scuola.
- Kon (stagione 1), doppiato da Father.
Il Dio della pioggia e del vento. Cerca di fondersi con Catequil per sconfiggere Makasu.
- Catequil (stagione 1), doppiato da Jackson Hughens.
Il Dio del tuono e della luce, che viene evocato da Kon per aiutarlo nel suo tentativo di sconfiggere Makasu.
- Mama Quilla (stagione 1), doppiata da Cricket Arrison.
La Dea della Donna, protetrice delle donne sposate. Ha tenuto un'imboscata a Makasu dopo aver organizzato il piano dell'hotel e delle donne false.
- Viracocha (stagione 1), doppiato da Tom Green.
Sovrano degli Inca. Si mostra estremamente lento nei suoi movimenti.
- Inti (stagione 1), doppiato da Keith Crawford.
Il Dio del sole. Alla fine dell'avventura a Machu Pichu di Makasu, afferma di aver usato il Dio del Tennis come burattino. In seguito rivela che per impedire la sua morte, ha iniettato a Makasu un incantesimo che l'avrebbe portato ad assorbire gli altri Dei quando avrebbe raggiunto Inti. Nel posto, Makasu avrebbe avuto abbastanza potere per riaccendere Inti, assicurando la sua esistenza prolungata. Alla fine decide di bruciare Makasu.
- Maat (stagione 2), doppiato da Frances Sasport.
Una Dea egizia raffigurante il concetto della verità, dell'equilibrio, dell'ordine, dell'armonia, della legge, della moralità e della giustizia. Viene aiutata da Caronte, la guida del fiume Stige, per combattere Makasu.

## Produzione
Le origini della serie si hanno all'interno del podcast Bloodfeast (noto precedentemente come Dave & The Crossword Guys) di Matt Harrigan, nel formato di cortometraggi, tra giugno e luglio del 2018. Il primo corto si sviluppava su un fantomatico "puzzle d'oro", mentre i restanti episodi si sono svolti in Sud America, assumendo già il titolo di Gēmusetto Machu Picchu e basandosi sulla trama della futura prima stagione. Dal secondo episodio, Bradley Millner di Bloodfeast ha approvato la serie di Max Simonet. Due dei corti sono basati sui combattimenti con le divinità Supay e Ekeko, che hanno ispirato i futuri episodi Chapter 1: Your Serve e Chapter 3: Back Spin.
Dopo la deposizione del marchio nel dicembre 2018 sono state rivelate poche informazioni riguardo alla nuova serie. L'esistenza della serie era stata discussa infatti durante i live streaming di Bloodfeast sul sito ufficiale di Adult Swim e non aveva ricevuto alcun tipo di annuncio ufficiale prima del debutto a sorpresa il 1º aprile 2019.
Al Dragon Con del 2019, Simonet è stato consigliato di considerare il suo progetto su Gēmusetto Machu Picchu, con l'intento di trasmetterlo da mezzanotte fino alle sei del mattino per la giornata del Pesce d'Aprile. Ciò ha portato Simonet a sviluppare la serie in poco tempo e con un piccolo budget contando anche la durata degli episodi. Il creatore ha affermato la sua intenzione di non rendere "scenografica" la serie nel suo aspetto, trovando ispirazione per gli anime e volendo rendere i momenti melodrammatici da diverse angolazioni e inquadrature della telecamera, al contrario di come fatto nelle serie animate Aqua Teen Hunger Force e I Griffin. Durante le sessioni di registrazione, il creatore ha voluto lasciare anche eventuali errori, talvolta modificandoli nelle scene. Il nome del protagonista Makasu trova ispirazione da Max, il nome del creatore, e dal fatto che i suoi genitori lo chiamano Maxu.
Il 1º aprile 2020, Adult Swim ha annunciato il rinnovo della serie per una seconda stagione già in produzione che sarebbe andata in onda nell'autunno 2020. Due giorni dopo il rapper Slink Johnson, durante un podcast della rete, ha rivelato che il sequel della serie, intitolato Gemusetto: Death Beat, sarebbe stato trasmesso a partire dal 25 settembre 2020 e che sarebbe stato composto da 14 episodi dalla durata di circa un quarto d'ora trasmessi settimanalmente. Nella puntata del 7 agosto di Bloodfeast, Simonet ha rivelato una posticipazione della data di trasmissione.
Il 7 ottobre, Adult Swim ha rivelato che Gemusetto: Death Beat(s) sarebbe stato trasmesso dal 7 novembre 2020 nella programmazione di Toonami; inoltre sono stati confermati i 14 episodi della stagione, sceneggiati dal creatore Max Simonet. Per la nuova stagione, Simonet si è ispirato alla conclusione della prima, focalizzata sulle religioni, continuando la storia e basandosi sull'oltretomba.
Secondo il creatore Max Simonet, per la seconda stagione, il produttore esecutivo Mike Lazzo gli ha chiesto espressamente di non parlare di sport, considerando inoltre "troppo seri" i piani di Simonet, il quale pensò dall'inizio di inserire delle battute nei copioni. Per la seconda stagione, il rapper Rakeem Miles ha composto il tema di apertura, con Rich Arenas che ha composto tutte le musiche scritte da Simonet in circa un anno di lavoro.
Durante un AMA su Reddit, Simonet ha reso nota di avere delle idee per un'ipotetica terza e quarta stagione, oltre ad uno speciale.

### Stile e animazione
Agli animatori della serie à stata data grande libertà di esprimere le proprie idee e le proprie interpretazioni per aggiungerle alla sceneggiatura.
Per la formazione del team di animazione, Awesome Inc. ha contattato animatori che hanno cercato personalmente su internet. All'inizio, il creatore ha chiesto di disegnare diversi personaggi per avere diversi concetti e scatti vari.
I software utilizzati maggiormente dalla Awsome Inc. sono stati Adobe Flash, Toon Boom Animation, Adobe After Effects e Adobe Photoshop.
Lo studio ha sviluppato l'animazione della prima stagione nel corso di circa sei mesi grazie ad un team creativo che hanno messo insieme 180 minuti di animazione cel e live-action in stile anime. I vari progetti venivano poi approvati tra gli altri membri dello studio di animazione e infine mandati a Simonet.
Liz Macke, senior producer per Awesome Inc. che ha prodotto tutte le animazione della serie, ha affermato che avendo più tempo per produrre Gēmusetto: Death Beat(s), ha potuto sviluppare una pipeline, portando gli animatori a lavorare su un unico software e a concentrarsi sugli storyboard.

### Scrittura
Max Simonet ha delineato e scritto la serie in mini episodi dalla durata di tre minuti, ciascuno dei quali veniva assegnato ad un animatore.
Il creatore ha sceneggiato e diretto principalmente tutta la serie, assegnando parti specifiche durante la prima stagione di Gēmusetto Machu Picchu a J. Christopher Arrison, Ellen Burke, Nick Gibbons, Adam Hatch, Tynan Humphrey, Kim Manning, Lauren Payne, Austen Reeder, Benjamin Rivera, Dani Ruggeri, Anna Thomas, Anca Vlasan e Zach White. Gran parte del cast di sceneggiatori hanno lavorato come doppiatori nella serie e hanno partecipato precedentemente in altre serie di Simonet come Tender Touches, FishCenter Live e Bloodfeast.
Manning ha scritto il primo passaggio fino alla scena del bowling con Gesù. In Chapter 5: Foot Fault, durante la scena delle vasche da bagno con Makasu e Dio del Tennis, Simonet ha voluto improvvisare, modificando poi le scene, facendo reagire in tempo reale il doppiatore del Dio del Tennis, Tynan Humphrey.

## Ispirazione
La serie è ispirata da diversi anime con archi narrativi basati sul fantasy e il fantascientifico, tra i quali Le bizzarre avventure di JoJo, Fullmetal Alchemist, Death Parade, Food Wars! - Shokugeki no Soma, Bible Black, Pokémon e la webserie animata Girlchan in Paradise di Newgrounds. Simonet è stato ispirato in gran parte anche dal videogioco Metal Gear Solid.

## Distribuzione

### Trasmissione internazionale
- 1º aprile 2019 negli Stati Uniti d'America su Adult Swim;[26]
- 1º aprile 2019 in Canada su Action.[26]
- 8 novembre 2020 negli Stati Uniti d'America su Toonami;[18]

## Merchandise e promozione

### Videogioco
Il 7 novembre 2020, durante la replica della prima stagione Gēmusetto Machu Picchu, Max Simonet ha pubblicato un videogioco in RPG Maker creato da lui intitolato Gēmusetto Machu Skichu: The Legend of Mana, sul sito ufficiale Gemusetto.com.

### Merchandise
Il 7 novembre 2020, Adult Swim ha rilasciato delle bacchette da batteria basate sulla seconda stagione della serie. Secondo il creatore, non era a conoscenza della disponibilità del prodotto.